# マイナウ島
座標: 北緯47度42分18秒 東経9度11分46秒 / 北緯47.705062度 東経9.196204度

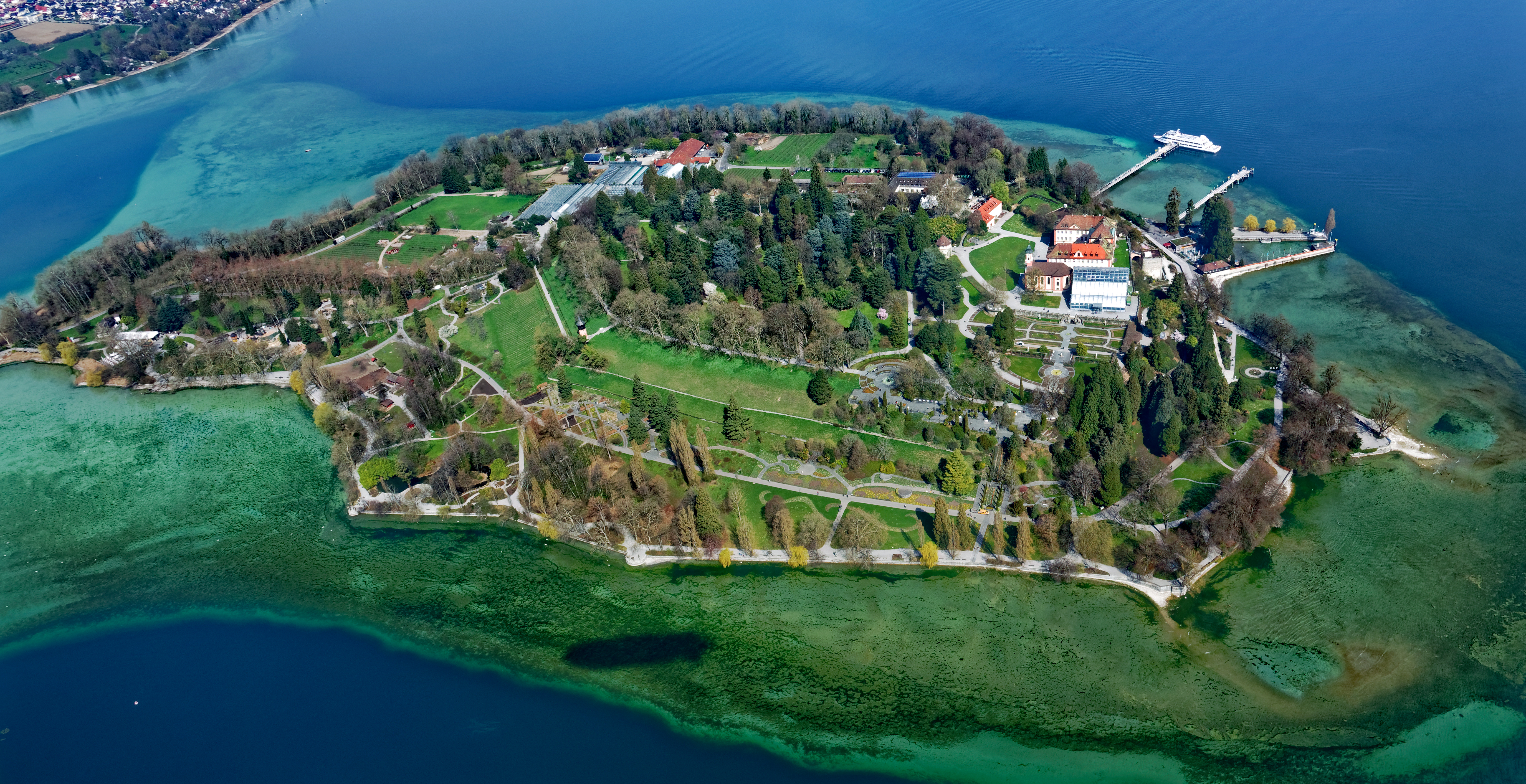
マイナウ島の全景

マイナウ島はドイツ南西バーデン・ヴュルテンベルク州のボーデン湖の島(コンスタンツのユーバーリンガー湖の南岸)である。そして優れた環境の島として維持されている。行政的には、1971年12月1日、マイナウが属していたリッツェルシュテッテンの自治体がコンスタンツに編入されて以来、島はコンスタンツの一部となっており、現在はコンスタンツの15の区(行政区画)の1つとなっている。
ボーデン湖の主要な観光名所の1つであり、湖の景色を望む公園がある。
おとぎ話に出てくるお花畑のように四季折々に多様な花を楽しむことができるため、「花の島」という名前でも知られている。
マイナウ湾はセーリングが盛んに行われている。

## 地理

### 役職
島の平均は、海抜395メートルから425メートルの間の高さにある。その最高峰は、Großherzog-Friedrich Terraceである。マイナウ島は、北から南までの長さが610メートル、西から東までの幅が1,050メートルです。島の周囲は約3キロメートルである。

### 人口
マイナウ島に住んでいる人はほとんど存在しないため、集落と見なされている。1961年の国勢調査では、123人の人口が確認された。 ビョルン・ベルナドッテ伯爵は今でもマイナウ島の城に住んでいる。

### 動植物
温暖な気候で、メタセコイアやバナナの木、多くの種類のヤシの木などのエキゾチックな木が存在する。
この亜熱帯の植生に加えて、中央ヨーロッパの木々も生息している。
マイナウ島の温室では、南米・中央アメリカ、アフリカ、アジアの熱帯地域から来た最大120種類の蝶とその亜種が生息している。

## 歴史
島の歴史はドイツ騎士団時代に建てられたバロック様式の建物から始まった。印象的な内装と天井がで知られるバロック様式の聖マリア教会も存在する。
大公フリードリヒ一世のひ孫で島の主であるレンナルト・ベルナドッテ伯爵（2004年没）が、荒れ果てた地を花と樹木のパラダイスに造り変え、一般に公開した。彼の死後、一族がこの島を管理している。